# 黃屋村

青山公路－元朗段黃屋村入口方向。圖左鐵絲圍網地盤位置是計劃興建的YOHO Town商場北翼

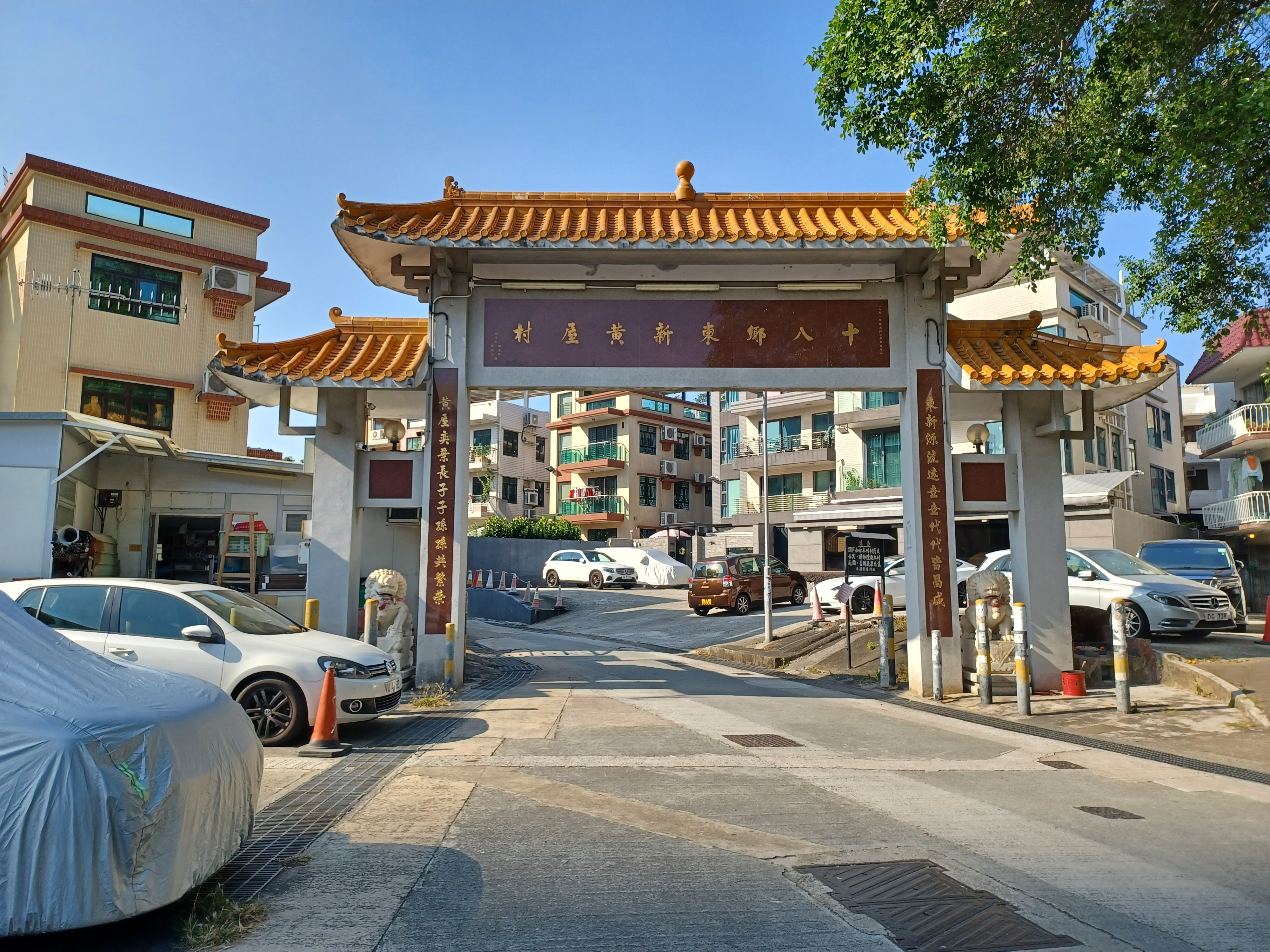
黃屋村牌坊正面

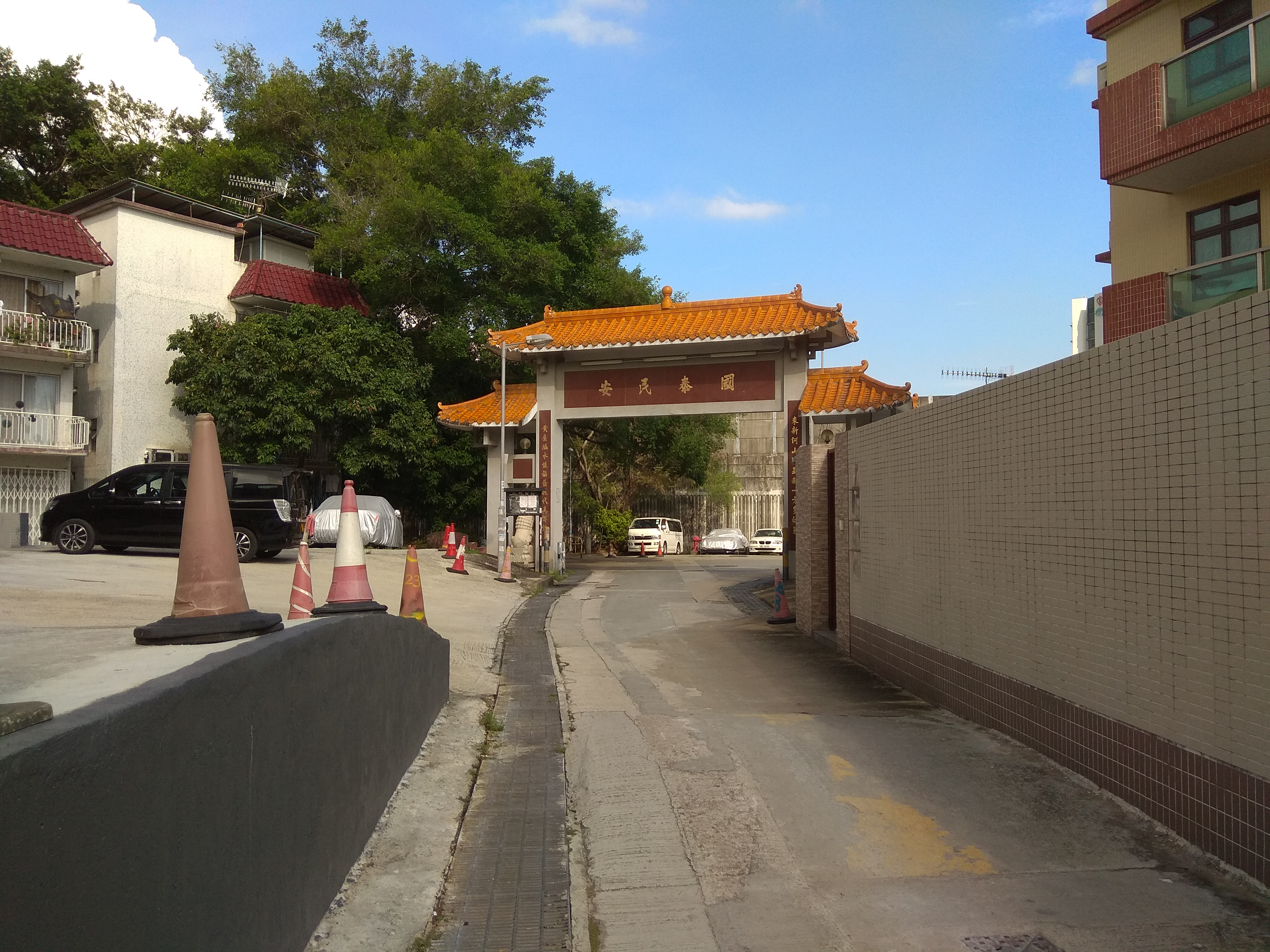
黃屋村牌坊背面

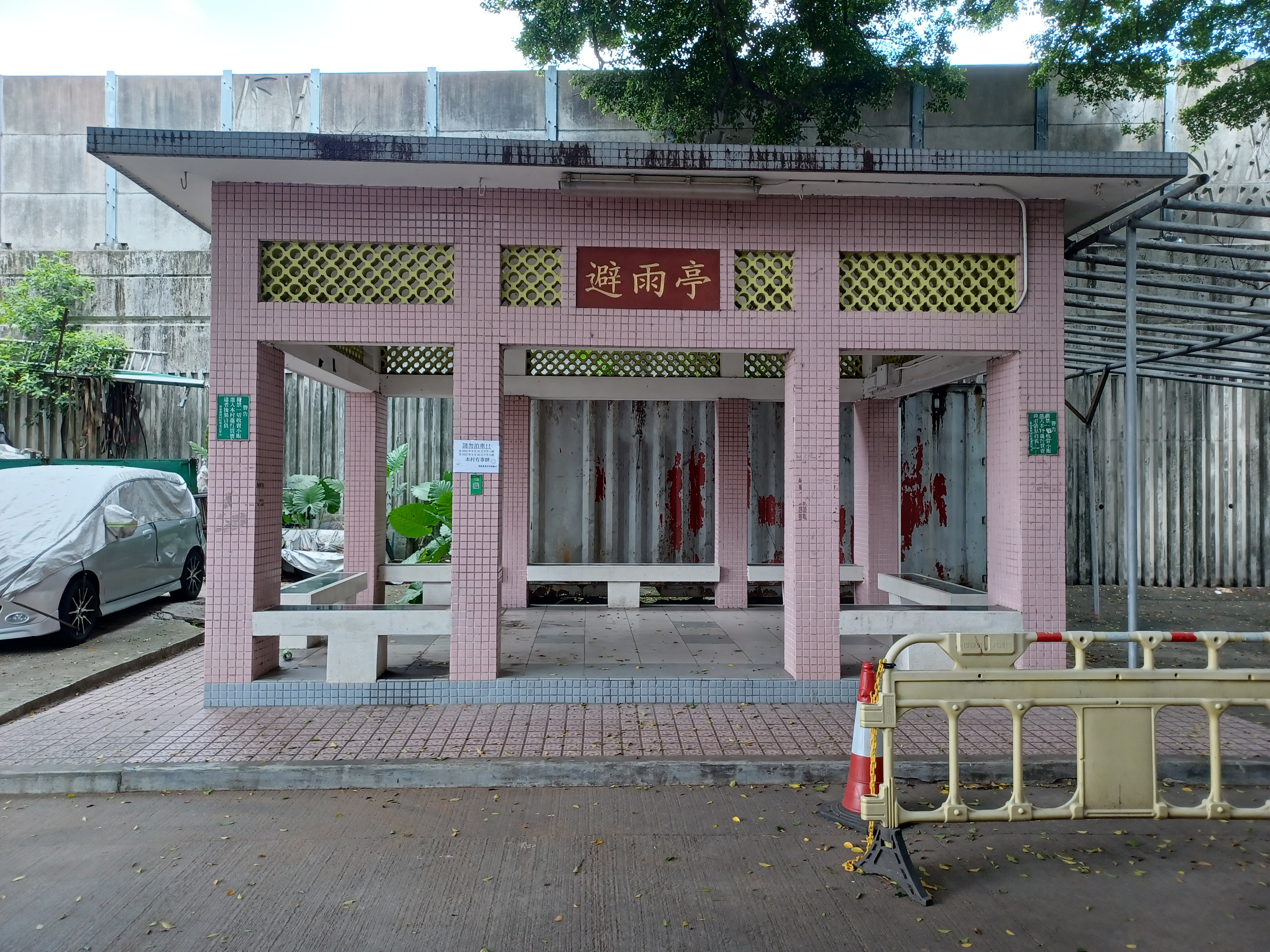
黃屋村避雨亭

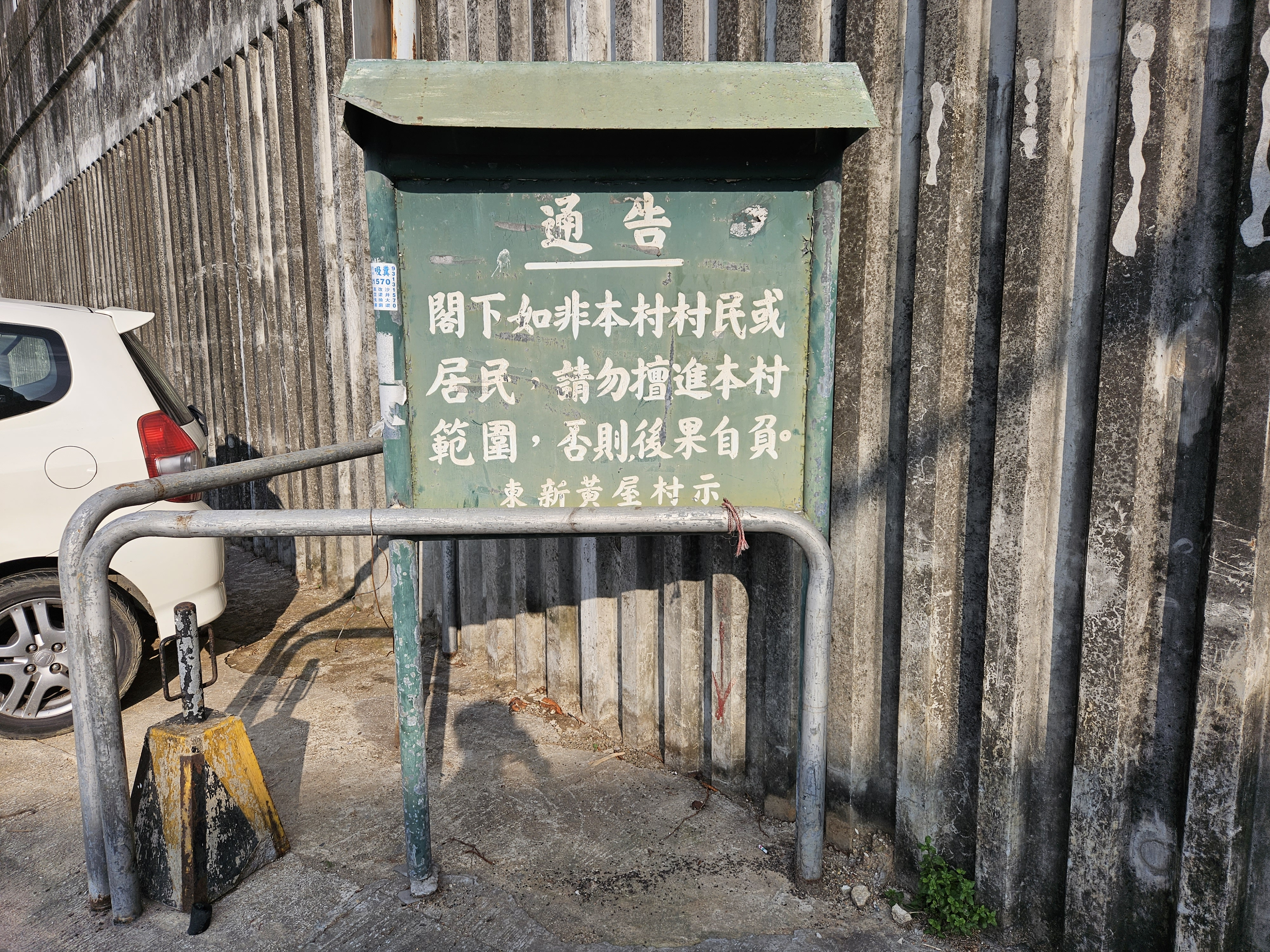
黃屋村通告

黃屋村（英語：Wong Uk Tsuen）是新界元朗十八鄉的一條村莊，此村東南方鄰近博愛醫院、小商新村，西南面是東頭村巴士站以及交通交匯處。

## 設施
- 鄉公所

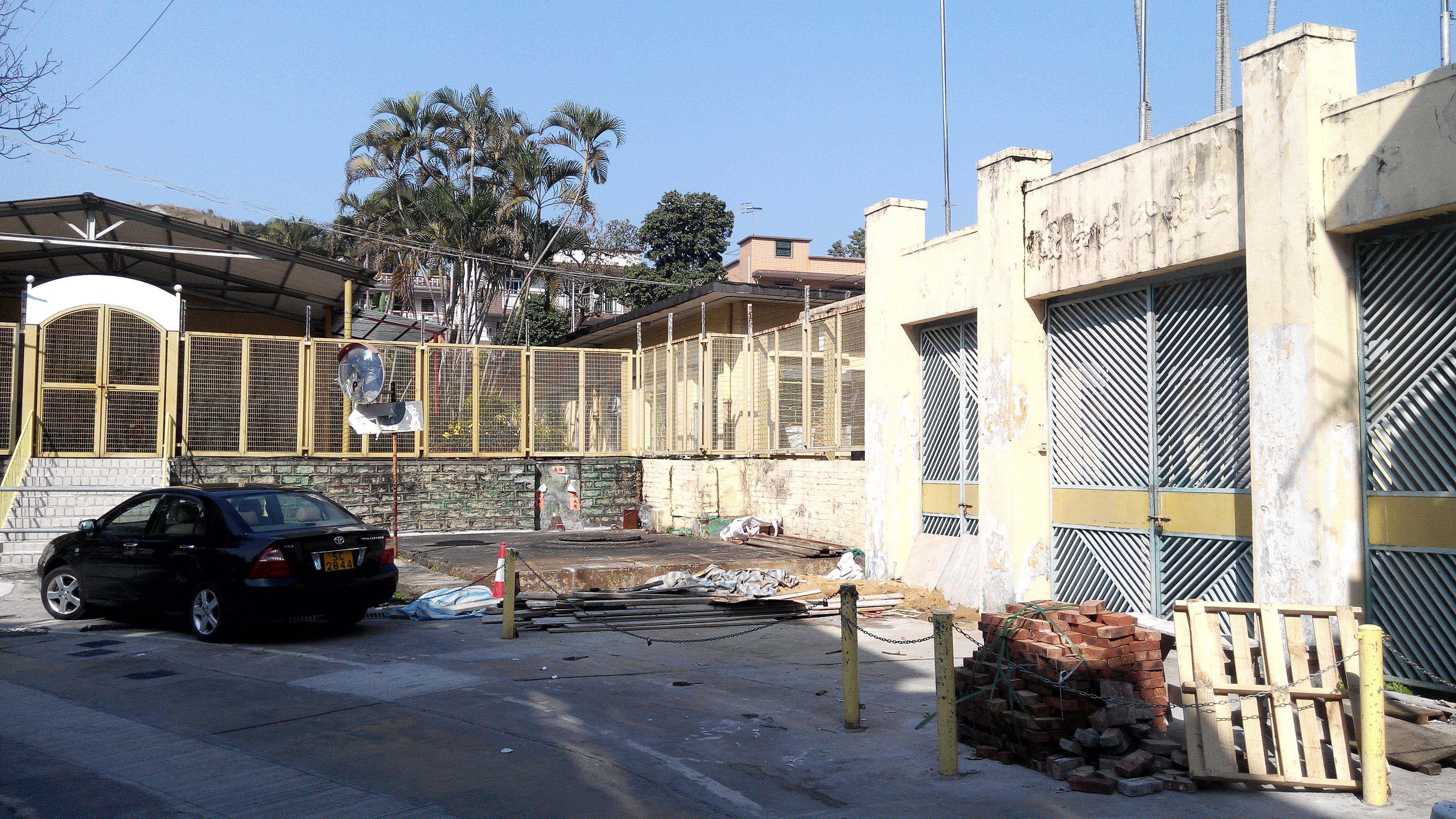
五和公立學校
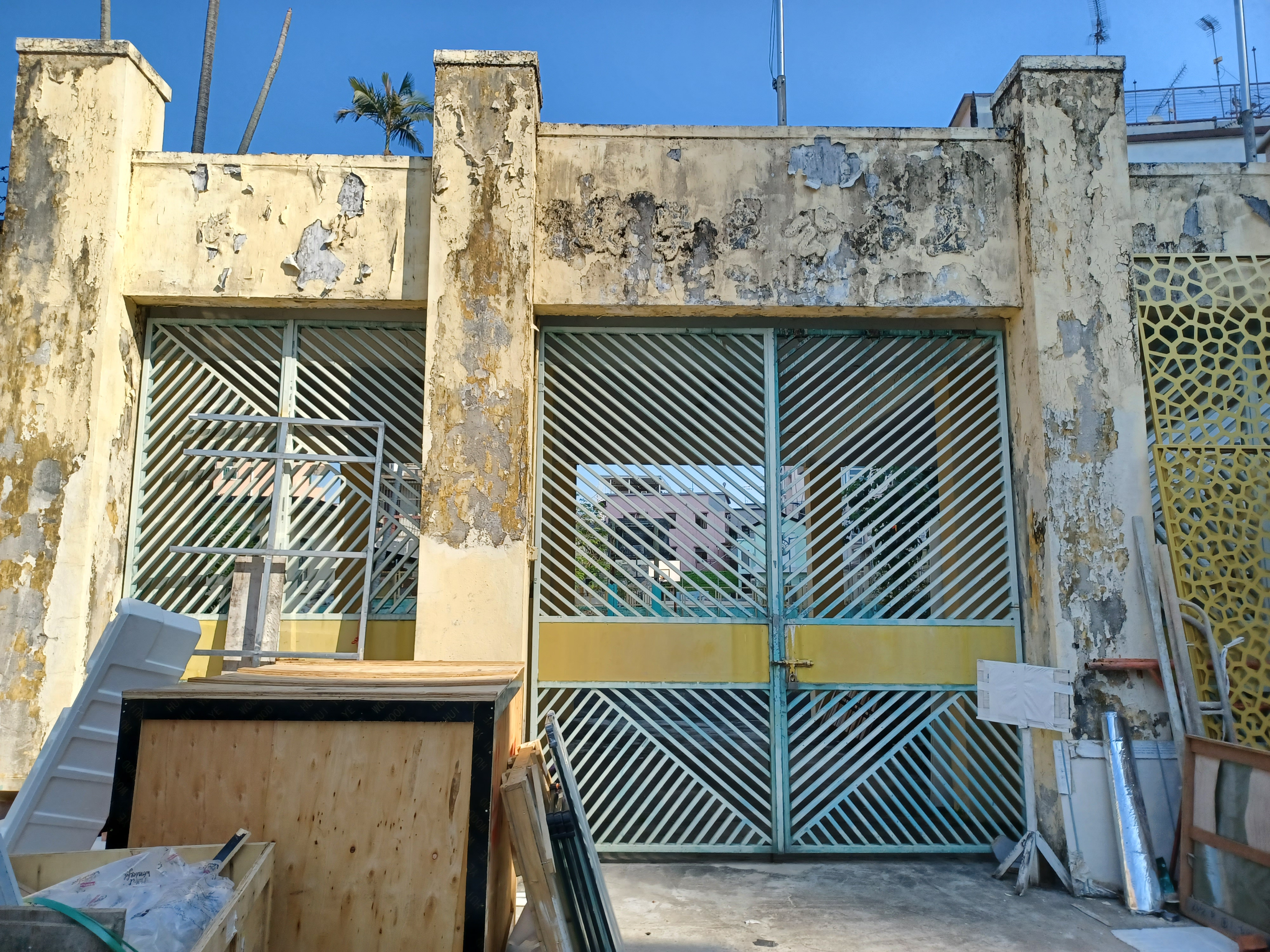
五和公立學校
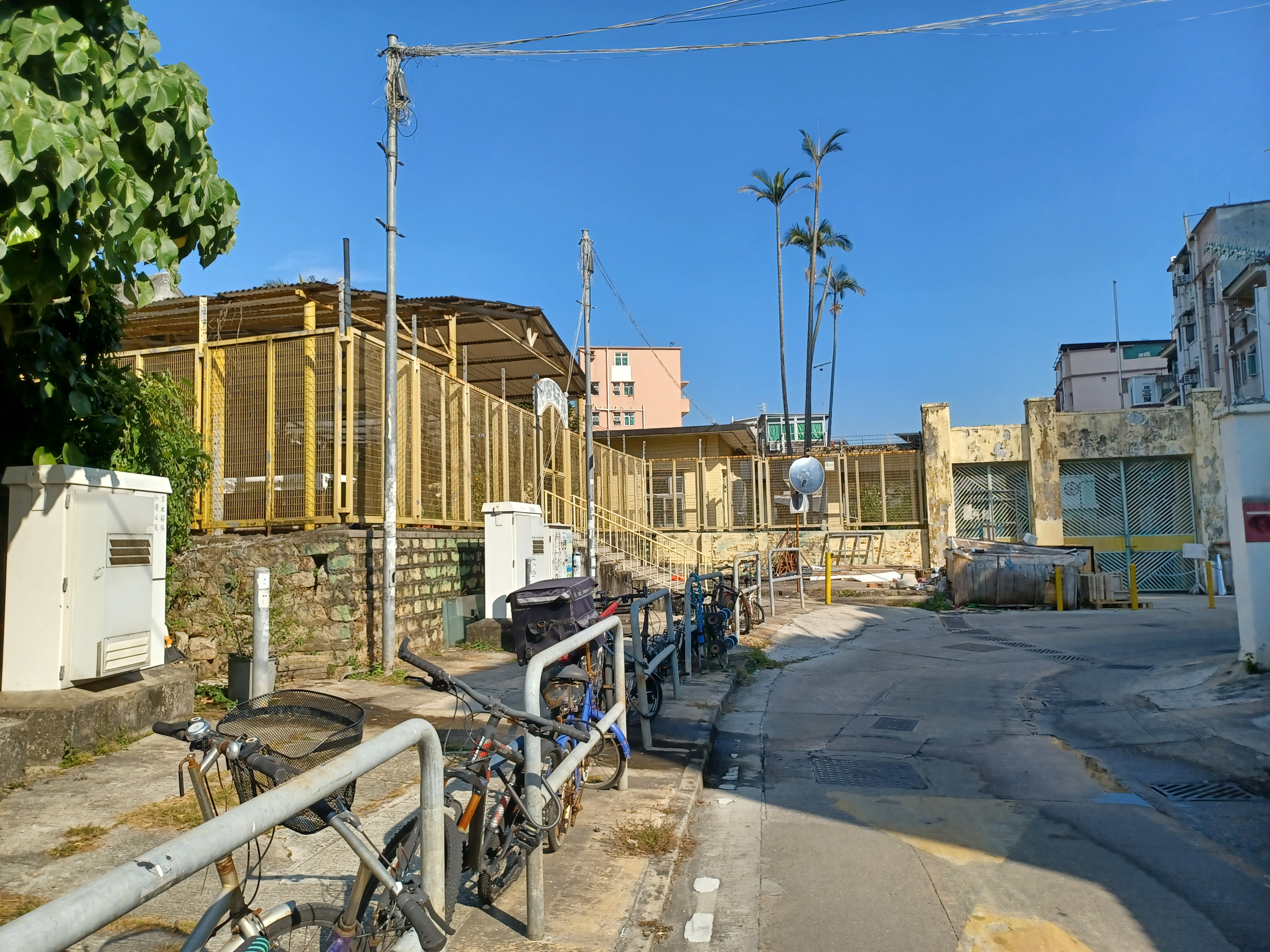
五和公立學校

- 五和公立學校
- 五和公立學校
- 五和公立學校

## 村內
黃屋村之入口設置牌坊，村內以村民住宅為多，泊車車位、丁屋及別墅約3層，低設防保安，自家養唐狗防盜。

## 近況
黃屋村南鄰將會興建屏風樓YOHO Town等，村民聯合反對。